# Maréna Diombougou
Maréna Diombougou is een gemeente (commune) in de regio Kayes in Mali. De gemeente telt 18.700 inwoners (2009).
De gemeente bestaat uit de volgende plaatsen:
- Diataya
- Djombougou
- Madina Couta
- Maréna
- Mogoyafara
- Niamiga
- Sabouciré-Samballa
- Salamou